# Chanel Harris-Tavita

a Compétitions nationales et continentales officielles uniquement.

b Matchs officiels uniquement.
Chanel Harris-Tavita, né le 3 avril 1999 à Auckland (Nouvelle-Zélande), est un joueur de rugby à XIII néo-zélandais d'origine samoane évoluant au poste de demi d'ouverture ou de demie de mêlée dans les années 2010 et 2020.
Issu d'une famille de treiziste où une grand-père, Ray Harris, a représenté la Nouvelle-Zélande Maori, Chanel Harris-Tavita est très tôt avec un ballon de rugby dans les mains. Formé en Nouvelle-Zélande au sein des New Zealand Warriors, il dispute la National Rugby League (« NRL ») à partir de 2019 et occupe alternativement un poste à la charnière en tant que demi d'ouverture ou de demi de mêlée. Dès 2019, il est sélectionné dans l'équipe des Samoa et prend part à la Coupe du monde 2021. Le pays réalise de grandes performances et termine finaliste. À seulement 23 ans, il annonce avant cette finale qu'il met sa carrière sportive en pause pour se donner du temps pour voyager et écrire.

## Palmarès
- Collectif :
  - Finaliste de la Coupe du monde : 2021 (Samoa).

### En club

#### Statistiques
| Saison | Club                 | Compétition           | Matchs | Points | Essais | Goals | Drops |
| ------ | -------------------- | --------------------- | ------ | ------ | ------ | ----- | ----- |
| 2019   | New Zealand Warriors | National Rugby League | 13     | 56     | 2      | 24    | -     |
| 2020   | New Zealand Warriors | National Rugby League | 13     | 62     | 2      | 27    | -     |
| 2021   | New Zealand Warriors | National Rugby League | 11     | 9      | 2      | -     | 1     |
| 2022   | New Zealand Warriors | National Rugby League | 17     | 6      | 1      | 1     | -     |